# FEDORA

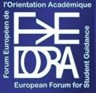

FEDORA (Akronym für französisch Forum Européen de l’Orientation Académique; englisch European Forum on Student Guidance; deutsch Europäisches Forum für Hochschulberatung) war ein europäischer Zusammenschluss von Menschen, die beruflich in der Hochschulberatung tätig sind. Er bestand als gemeinnütziger Verein unter belgischem Recht mit Sitz in Brüssel vom 1. Dezember 1988 bis zu seinem offiziellen Erlöschen am 2. April 2012. Ab Frühjahr 2010 ging Fedora – zunächst als Special Interest Group (SIG) – in der 1989 gegründeten European Association for International Education (EAIE) auf.
Beratungskräfte, Lehrpersonal, Wissenschaftler sowie Fachleute aus der hochschulbezogenen Bildungsverwaltung formten gemeinsam ein sich erweiterndes Netzwerk, das dem Austausch von Methoden, Kenntnissen und Informationen aus der Hochschulberatung diente. Dadurch wurden sowohl entscheidende Aktivitäten für die Implementierung, Erweiterung und Qualitätssicherung des Beratungsangebots in der europäischen Hochschullandschaft gesetzt, als auch nachhaltige Impulse zur Verankerung dieses Bereichs in der Hochschulpolitik sowie an den Universitäten und Fachhochschulen bzw. Hochschulen für angewandte Wissenschaften vor Ort geliefert.

## Vorgeschichte und Gründung

### Vorgeschichte
Anfang der 1980er Jahre beauftragte die Kommission der Europäischen Gemeinschaften die italienische Fondazione RUI, eine katholische Stiftung, die sich u. a. der internationalen Studierendenmobilität, dem studentischen Wohnen und der institutionalisierten Hochschulberatung widmete, mit einer Recherche zum Beratungsangebot der europäischen Hochschulen. Die Studienergebnisse der Stiftung erschienen im Oktober 1981 und wurden noch im selben Monat auf einer Konferenz in Castelgandolfo bei Rom diskutiert, zu der die Fondazione RUI die an der Studie beteiligten europäischen Beratungsfachkräfte eingeladen hatte. Zu den Themen gehörten u. a. Akademikerarbeitslosigkeit und Arbeitsmarktentwicklung.
Im selben Jahr fand auf Initiative von Heinz Augenstein, dem Leiter der Zentralen Studienberatung der Universität des Saarlandes und Begründer des ersten deutschen Modellversuchs zur Studienberatung, mit Unterstützung des British Council und des Bonner Bundesministeriums für Bildung und Wissenschaft (BMBW) die erste von zwei deutsch-britischen Konferenzen über Systemvergleiche in Saarbrücken statt. An dieser nahmen u. a. auch Fachkräfte aus Italien und Österreich teil.
Die zweite deutsch-britische Expertentagung zu Fragen der Studienberatung und zur Zusammenarbeit zwischen Studienberatung und Berufsberatung fand vom 25. – 29. September 1984 am Royal Hollow College, University of London, zum Thema „The Contribution of Guidance and Counselling at a Time of Economic Difficulty“ statt. Die Tagung verzeichnete 21 Teilnehmende aus dem UK und 25 aus der Bundesrepublik Deutschland.
Viele Teilnehmende machten bei diesen Tagungen ihre ersten Erfahrungen in internationaler Zusammenarbeit mit Kolleginnen und Kollegen aus anderen europäischen Ländern und wollten diese bei weiteren Gelegenheiten vertiefen. Es war das französische Ministerium für Nationale Bildung, das gemeinsam mit der Fondazione RUI im September 1985 die zweite Conference on University Guidance in Europe in Paris und Nantes organisierte. Dabei ging es vor allem um den Übergang von der Schule in die Hochschule und um den Einsatz neuer Technologien in der Hochschulberatung. Den Tagungsbericht publizierte wiederum die Fondazione RUI.
Diese Veranstaltungen zwischen 1985 und 1988, die zum Teil von dem 1987 eröffneten ERASMUS-Büro der EG finanziert wurden, schufen gemeinsam mit einigen besonders aktiven Hochschulberatungsfachleuten die Voraussetzungen für die Gründung eines dauerhaften Zusammenschlusses: Fedora.

### Gründung
Die Gründung von Fedora fand im Oktober 1988 statt. Damals wurde mit Förderung des griechischen Bildungsministeriums und der Europäischen Kommission in Athen und Delphi die dritte Conference on University Guidance in Europe ausgerichtet. Die 21 Gründungsmitglieder bildeten ein provisorisches Executive Committee, in dem jedes der damals zwölf Mitgliedsländer der EG vertreten war: Belgien, Dänemark, Deutschland, Frankreich, Griechenland, Irland, Italien, Luxemburg, die Niederlande, Portugal, Spanien und das United Kingdom. Deutsche Gründungsmitglieder waren Heinz Augenstein (ZSB Saarbrücken) und Barbara M.-L. Steiger (Westdeutsche Rektorenkonferenz/WRK).
Gleichzeitig konstituierten sich erste Fedora-Arbeitsgruppen mit Projekten wie einem Verzeichnis (Directory) aller im EG-Bereich aktiven Hochschulberatungsstellen, das Kontakte und Austausch zwischen Institutionen und Personen erleichtern und eine bessere Betreuung der europäischen Programmstudierenden sichern helfen sollte, sowie einem fachterminologischen Glossar für die Hochschulberatung unter Berücksichtigung der Bildungssysteme der EG-Mitgliedsstaaten. Außerdem sollte der Beratungsbedarf Studierender in der EG erforscht werden. Als Vereinssprachen wurde Englisch und Französisch festlegt.
Das Executive Committee beschloss das vorläufige Vereins-Statut und wählte als ersten Präsidenten den Briten Anthony Raban (Career Service der University of Cambridge), als Vizepräsidenten den Belgier Jean-Marie Burnet (Centre d’information et d’orientation der Université Catholique de Louvain in Louvain-la-Neuve) und als Secretary Frederick Company (Universitat Ramon Llull-Blanquerna, Facultat de Psicologia i Pedagogia Barcelona).

## Ziele
Fedora hatte sich gemäß Art. 3 Satzung (franz.: Status/Constitution, engl. Statutes/Constitution) vom April 1990 zum Ziel gesetzt,
- Informationen und Erfahrungen zwischen Fachleuten aus der europäischen Hochschulberatung auszutauschen;
- Qualität und Effektivität der Hochschulberatung in den EG-Mitgliedsstaaten mit gemeinsamen Aktionen und Forschungsprogrammen zu fördern;
- mit anderen Einrichtungen, vor allem mit der Kommission der Europäischen Gemeinschaften, zu kooperieren, um die Sichtweise der Fachkräfte im Bereich der Hochschulberatung zu vermitteln und die Konsultation dieser Fachkräfte zu ermöglichen;
- ein Netzwerk zur Unterstützung europäischer Programme wie ERASMUS oder COMETT anzubieten, um diese bei Hochschulen ebenso wie Studierenden bekanntzumachen;
- Forschungsarbeiten zu verschiedenen Aspekten der Hochschulberatung vorzuschlagen und durchzuführen, die Ergebnisse zu publizieren und zu verbreiten und Seminare, Konferenzen und Kongresse dazu zu organisieren;
- mit Hochschulen und nationalen wie internationalen Organisationen zusammenzuarbeiten, die sich im Bereich der Hochschulbildung und -beratung engagieren.

## Mitgliedschaft und Organisation

### Mitgliedschaft
Satzungsgemäß nahm Fedora Vollmitglieder (membres effectifs / full members), Assoziierte Mitglieder (membres adhérents / associate members) sowie Ehrenmitglieder auf. Arbeitssprachen waren Französisch und Englisch, auf Tagungen auch die Sprache(n) des jeweiligen Gastgebers.
Eine Vollmitgliedschaft mit Stimmberechtigung erhielten Fachleute aus dem Hochschulbereich der EG-Mitgliedsstaaten, die in der Beratung, der einschlägigen Forschung oder Lehre oder leitend in der Administration tätig waren. Derselbe Personenkreis aus europäischen Nicht-EG-Staaten konnte eine Assoziierte Mitgliedschaft erlangen, zudem auch Institutionen, Organisationen und Vereine, die sich im Bereich der Hochschulberatung engagierten. Über die Aufnahme der Mitglieder entschied der Conseil d‘Administration (engl. Executive Committee).

### Organisation
Die Struktur der Entscheidungsprozesse und die Arbeitsweise legte ebenfalls die Satzung fest. Die alle drei Jahre einzuberufende Mitgliederversammlung (engl. general assembly; franz. assemblée générale) wirkte als oberstes Organ. Sie entschied über ordentliche Mitgliedschaften, Ehrenmitgliedschaften, Satzungsänderungen, ernannte und entließ Mitglieder des Exekutivausschusses (EC – engl. Executive Committee; fr. Conseil d'Administration), verabschiedete die Geschäftsordnung (engl. rules of procedure; franz. règlement intérieur) und konnte über die freiwillige Auflösung von Fedora befinden.
Der Exekutivausschuss (EC) hat im Auftrag der Mitgliederversammlung die Leitlinien und die Verwaltung von Fedora erarbeitet. Seine Mitglieder wurden auf Basis von Vorschlägen aus den Mitgliedsländern letztlich auf der Mitgliederversammlung gewählt. Das EC wählte wiederum aus den Reihen seiner Mitglieder den Präsidenten und den Vizepräsidenten sowie den Sekretär und den Schatzmeister. Das EC konnte Arbeitsgruppen (engl. Working Groups; franz. Groupes de Travail) einrichten und plante die gemeinschaftlichen Aktivitäten, insbesondere den alle drei Jahre stattfinden Kongress mit der Mitgliederversammlung und die Sommeruniversitäten. Außerdem gab es den Newsletter heraus gestaltete später auch die Website und konnte wichtige übergreifende Projekte initiieren, planen und durchführen. 1994 berichtet Jean Marie Burnet, dass Fedora inzwischen 400 Mitglieder habe.

### Präsidenten
- Tony Raban, University of Cambridge, United Kingdom, 1988–1992[12]
- Jean-Marie Burnet, Université Catholique de Louvain, Belgien, 1992–1994[13]
- Lucia Berta, Fondazione RUI, Italien, 1995–1997[14]
- Joachim Klaus, Universität Karlsruhe (TH), Deutschland, 1998–2000[14]
- Margaret Dane, Heriot-Watt University Edinburgh, United Kingdom, 2001–2003[15]
- Gerhart Rott, Bergische Universität Wuppertal, Deutschland, 2004–2007[16]
- Christian Cormier, Université de Poitiers, Frankreich 2007–2009[17]
- Hans-Werner Rückert, Freie Universität Berlin, Deutschland, 2009–2012[18]

### Arbeitsgruppen
Die Fedora Arbeitsgruppen (AG) reflektierten die verschiedenen Aufgaben der Hochschulberatung und deren Entwicklung sowie die Arbeits- und Interessenschwerpunkte der Mitglieder im europäischen Kontext. Ihre Veränderungen spiegelte die dynamische Entwicklung von Fedora.
- Die Fedora Employment Group (franz. Groupe d’Emploi) begann, sich im Rahmen der Fedora Konferenz in Cambridge (1990)[19] zu etablieren,
- Fedora Training (franz.: Formation)[20] sowie die Arbeitsgruppe
- Fedora PSYCHE (Psychological Counselling in Higher Education)[21] wurden im Kontext des HRK (WRK) – Fedora Colloquiums in Berlin als AGs akzeptiert. Eine erste Gründungsveranstaltung von PSYCHE fand in Amsterdam im Mai 1990 statt.[22]

Auf dem V. Fedora Kongress entstanden in Barcelona – auf Basis eines Überblicks bestehender Einrichtungen für Studierende mit Behinderungen – die zunächst „Handi“, dann: „Disability and Special Needs“ und schließlich
- Fedora Inclusion/Equal Opportunities (franz. Inclusion/Égalité de Chances) genannte AG[24] sowie die AG
- Fedora Postgraduate Studies (franz.3éme Cycle).[24]

Nach 2000 erarbeitet das EC in konsultativen Diskussionen gestützt auf Berichten von Margaret Dane und Gerhart Rott eine Modifikation der Struktur der Arbeitsgruppen. Es bestanden nun vier AGs:
- Fedora Educational Guidance & Counselling (Orientation et Conseil),
- Fedora PSYCHE (Conseil Psychologique dans l‘Enseignement Supérieur),
- Fedora Employment Group (Emploi),
- Fedora Disability, Special Needs (franz: Fedora handicap et besoins spéciaux).

Der Bericht (Winter 2003) stellt die Beschreibung der Ziele, Art der Mitglieder, Aufgaben und Aktivitäten vor. Darüber hinaus wurden die das EC unterstützenden Support Groups (Groupes Transversaux) eingeführt: Communication & Technology (Communication & Technologie), Training (Formation) und European Commission (Commission Européen).

## Aktivitäten

### Kongresse
Das wichtigste integrative Ereignis von Fedora bildeten die Kongresse, die immer auch eine Mitgliederversammlung zum Bestandteil hatten. Ihr Fokus lag auf der strategischen Entwicklung der europäischen Beratung an Europas Hochschulen und von Fedora. Die Zählweise der Fedora Kongresse reihte sich in die vorangegangenen Europäischen Conferences on University Guidance in Europe (vgl. Abschnitt Gründung) ein. Eine von der WRK/HRK und dem Fedora EC eingesetzte Arbeitsgruppe gestaltete das 4. Europäische Colloquium für Studienberater, 3.–5. Juli 1991, in Berlin: Hochschul Rektoren Konferenz (HRK), Ein Jahr davor Studieren in Europa.
Nach diesem Kongress wurden alle folgenden jeweils im Abstand von ca. 3 Jahren einberufen. Sie wurden vom EC und lokalen Organisationskomitees der veranstaltenden Universität durchgeführt und in Englisch und Französisch und teilweise in der jeweiligen Nationalsprache dokumentiert:
5. Kongress: 5th Congress; Barcelona, 27th–30th May 1994: New Challenges for Guidance in Europe – The Present and the Future / 5ème Congrès; Barcelone 27. – 30. Mai 1994: Nouveaux défis pour l’orientation en Europe – Bilans & Perspectives
6. Kongress: 6th Congress; L’Aquila, 28th-31st May 1997: Comprendere la complessità – rispettare la diversità – Orientamento Universitario e Professionale, Comprendre la complexité – Orientation Académique et Professionnelle, Understanding complexity – respecting diversity – Student counselling and Career Guidance / 6ème congrès / 6th Congress L’Aquila, 28–31 Mai 1997.
7. Kongress: 7th Congress; Edinburgh, 26th–29th August 2000: Fedora 2000 – Fit for the Future; Managing a Changing World / 7ème Congrès; Edinburgh, 26–29 / Fedora 2000 août 2000: Prêt pour l’avenir – Diriger un Monde en Changement
8. Kongress: 8th Congress; Odense, 25th–28th May 2003: Students & Graduates in the Europe of Tomorrow – Student Services Providing a Foundation for Lifelong Learning and Development / 8ème Congrès; Odense, 25. – 28. Mai 2003: Les étudiants et diplômés dans l’Europe de demain – les services de conseil pour les étudiants, structures de soutien pour les études initiales et continues.
9. Kongress: 9th Congress; Vilnius, 22nd–25th October 2006: Professional Challenges: Guidance and Counselling within the European Higher Education Area / 9ème Congrès; Vilnius, 22–25 Octobre 2006: Défis professionnels: L’orientation et le conseil dans l’espace européen de l’enseignement supérieur.
10. Kongress: 10th Congress; Berlin, 5th–7th October 2009: Lifelong Guidance – The Key to Lifelong Learning.

### Sommeruniversitäten: Summer Universities / Université d’été
Die Sommeruniversitäten sprachen mit einem aktuellen Rahmenthema einen weiten Kreis von Interessenten an Beratung im Hochschulbereich und ihren vielfältigen Bezügen an. Vorträge mit Diskussionen und Workshops, die das jeweilige Thema reflektierten, boten den Teilnehmenden Möglichkeiten, sich fachlich fortzubilden und auszutauschen. Die jeweiligen lokalen, regionalen und nationalen kulturellen und hochschulpolitischen Kontexte wurde zur Förderung der Tagungsziele mit herangezogen. Die Durchführung und Planung oblag zunächst der AG ‚Training‘, später dem EC in Zusammenarbeit mit allen AGs und einer jeweiligen lokalen Organisationsgruppe vor Ort. Folgende Sommeruniversitäten fanden statt:
Europe Orientation. Summer School; European Training for University Counsellors. Université de Montpellier III, 19th-23rd July 1993 / Université d’été ; Cours européen de formation des conseillers d’orientation universitaire. Université de Montpellier III, 19-23 juillet 1993
Successful Adjustment to University and Progression beyond in a European Context. Trinity College Dublin, 21st-26th August 1995 / Une adaptation réussie à l’enseignement universitaire et la vie active dans le contexte européen. Trinity College Dublin, 21-26 Août 1995
Decision Making for Lifelong Learning: Third Summer School. Universiteit van Amsterdam, 27th August – 1st September 1996 / Processus de prise de décision dans un contexte de formation continue. Universiteit van Amsterdam, 27 Août – 1. Septembre 1996
University, Europe, Region: Higher Education Counsellors between Local and International Perspectives. Bordeaux, 20th-25th July 1998
The New Millennium: A Skills Challenge for Higher Education, the Counsellor’s Responsibility for Facilitating Equality and Diversity in a European Society. Stockholm University, 12th -16th August 1999 / Le nouveau millénaire: un défi aux nouvelles compétences. La responsabilité du conseiller pour faciliter l’égalité et la diversité dans une société européenne. Stockholm University, 12-16 Août 1999
Through Guidance to Employment. European Students and Entrepreneurship («Best practice» in Europe). Paris, 2nd -6th July 2001 / De l’orientation à l’emploi – L’étudiant européen et l’entreprenariat (les « bonnes pratiques» en Europe). Paris, 2-6 Juillet 2001
Knowledge & Transitions: Challenges for Guidance and Counselling within the Context of Globalization and the Enlarged European Union.Cyprus, 13th-17th July 2005 / Savoirs & transitions: L’orientation et le conseil dans le contexte de la mondialisation et de l’élargissement de l’Europe – Quels défis? Cyprus, 13-17 Juillet 2005
Diversity and Identity in European Higher Education Area – Working together for Inclusion. Leiden, 16th-18th June 2008
Modern Times: Counselling Students in the 21st Century. Ioannina, 16th-18th June 201

### Konferenzen der Arbeitsgruppen
Neben ihren Beiträgen zu den Fedora Kongressen und den Sommeruniversitäten, veranstalteten die Arbeitsgruppen spezifische, thematisch enger auf ihre besonderen Zielgruppen und Aufgabenstellungen fokussierte Konferenzen, an denen auch entsprechende Fachkreise der jeweiligen regionalen und nationalen Kontexte einbezogen waren. Überdies beteiligten sie sich mit spezifischen Beiträgen an fachlichen von Dritten veranstalteten Kongressen z. B. mit eigenen Symposien. Folgende Konferenzen fanden statt:

#### Employment
The Relationship between Student Advisers and Employers in the Context of the Graduate Labour Market after 1992. Newnham College, Cambridge 22nd-24th March 1990
The Relationship between Student Advisers and Employers: Proceedings of the Second European Conference on Employment. Louvain-la-Neuve, 19th-21st March 1992 / Les relations entre les conseillers universitaires et les employeurs: Documents du deuxième colloque européen sur l’emploi. Louvain-la-Neuve, 19-21 Mars 1992
Graduate Employment in Europe - a Challenge for Universities, Developing Careers Guidance in Student Advisory Services. Rostock, 5th- 8th May 1996 / l’Emploi des diplômés universitaire en Europe, un défi pour les services universitaires d’aide à l’orientation professionnelle des étudiants". Rostock, 5- 8 Mai 1996
5th European conference of the Fedora Employment Group. Oulu, 14th-17th June 1998
Graduate Recruitment and Employment across the Enlarged European community. Duffield House, Stoke Poges, 30th June – 2nd July 2004 / Le recrutement et l’emploi des diplômés dans l’union européenne élargie., Duffield House, Stoke Poges, 30 Juin - 2 Juillet 2004
Is there a European Graduate Recruitment Market? A Conference for All Graduate Recruiters, Higher Education Educators and Support Staff Interested in the European Graduate Employment and Employability Agenda. Lancaster University, 20th-23rd June 2007
Unlocking the potential Bordeaux 3.-4 Juli 2010

#### Psychological Counselling in Higher Education (PSYCHE)
Psychological Counselling in Higher Education in the European Community: Establishing a Common Ground and Exploring the Differences with a View towards Future Developments. Naples, 24th-26th September 1992
3 Symposia: Psychological Counselling in Higher Education – Practice and Research auf dem IV European Congress of Psychology, Athens, Greece 1995
Culture and Psyche in Transition: a European Perspective on Student Psychological Health: Training Event and Conference held at The University of Sussex, in Kooperation mit der Association for Student Counselling, Falmer, Brighton, March 1996
The 5th European Congress of Psychology in Dublin, 6th-11th July 1997: Symposium: Toward the Future of Psychological Counselling in European Higher Education
Separation and attachment in higher education / Fedora Psyche Conference in Copenhagen, 15th–17th September 1999
Cognition, Motivation and Emotion: Dynamics in the Academic Environment. Fedora PSYCHE Conference in Lisbon, 15th-18th October 2002 / Cognition, motivation et émotion: psychismes en mouvement dans l’environnement universitaire. Fedora Psyche Conference in Lisbon, 15-18 Octobre 2002
Internationalisation within Higher Education in an Expanding Europe: New Developments in Psychological Counselling. Groningen, 8th-11th June 2005 / Internalisation de l’enseignement supérieur dans une Europe en expansion: Les nouveaux développements du conseil psychologique Groningen, 8–11 Jun 2005
Guidance and counselling in higher education in European Union member states Crossing Internal and External Borders: Practice for an Effective 5th-8th September 2007 / Traverser les frontières internes et externes: pratiques pour un conseil psychologique efficace dans l’enseignement supérieur, Université of Crète, Rethymnon, 5-8 Septembre 2007
Transitions. Alicante, Spain 17th-19th November 2010

#### Inclusion
Zur Vorbereitung ihres Beitrags des 5. FEODRA Kongresses in Barcelona stellt die AG Handi einen länderbezogenen Überblick über die Beratungs- und Unterstützungssituation für Studierende mit Behinderungen zusammen
Für Studierende mit Behinderungen wurde eine Informationsschrift angefertigt: „Studieren im Ausland - Checkliste der Bedürfnisse behinderter Studierender“ und eine Untersuchung zu den Bedingungen des Studiums mit Behinderungen, die von dem EU Helios Programm unterstützt wurde: Studying Abroad Guide for Students with Disabilities Die Checkliste wurde später auf der Fedora Website zur Verfügung gestellt

### Projekte/Untersuchungen
Im Namen des EC haben Jean-Marie Burnet, Françoise van der Mersch-Michaux und Philippe Fonck in Zusammenarbeit mit je mindestens einem nationalen Korrespondenten 1991 das Répertoire des services d’orientation universitaire de la CE/Directory of University Student Guidance Services herausgegeben.
Auf der Grundlage eines auf der PSYCHE Konferenz in Neapel 1992 gemeinsam entwickelten Bezugsrahmens, der die psychologische Beratung im Kontext der jeweiligen Hochschulstrukturen und der Orientierungs- und Beratungsangebote für Studierende umfasste, untersuchten die jeweiligen nationalen Teams die Situation und fassten sie in Berichten zusammen
Das Projekt wurde im Kontext des Erasmus Programms von der EG unterstützt. Für den deutschen Teilbericht wurde vom BMBW (heute BMBF[Link]) ein Forschungsvorhaben gefördert.
Die Fedora AG Postgraduate Studies stellte Anfang 1996 einen „Guide to Postgraduate Study in Europe“ zusammen, der mit einer begrenzten Auflage unter den Fedora Mitgliedern distribuiert wurde. Ab 1998 wurde er auch einer weiteren Öffentlichkeit zur Verfügung gestellt. Er wurde zunächst von der Postgraduate Studies AG herausgegeben, später von einem vom EC ernannten Editionsteam. Die Postgraduate Study Group wurde 2004 der neuen AG Educational Guidance and Counselling zugeordnet.
Mit der Unterstützung des EU Leonardo Programms veranlasste das EC unter Leitung von Raoul van Esbroeck und Anthony Watts eine Untersuchung der Beratungseinrichtungen. Sie stützte sich auf die Ergebnisse der PSYCHE AG von 1992, erweiterte sie jedoch um systematischen Einbezug aller Beratungsinstitutionen und eine genauere Untersuchung der Qualifikationen des Beratungspersonals. Der Synthesis Report 1998 fasste die Ergebnisse der 16 Länderberichte (alle damaligen EU-Mitgliedstaaten, mit einer Differenzierung zwischen Flandern und Walloniens) zusammen. Die einzelnen Länderberichte sind mit dem Titel „New Skills for New Futures“ veröffentlicht worden. Der deutsche Teilbericht wurde auch in der Veröffentlichung „Neue Zeiten – neue Wege“ mit aufgenommen.
Speziell die Art der Übergänge nach der Promotion für den Verbleib an der Universität oder in den Beruf sowie Orientierungs- und Beratungsangebote stellte der Bericht ‚De la Thèse a L’Emploi‘ der Groupe Emploi im Jahre 2000 vor.
Die Ergebnisse einer erneuten Untersuchung zu den Beratungsdiensten – nun erweitert mit den neuen Mitgliedstaaten in Mittel - und Osteuropa und wiederum mit veränderter Methodik und kategorialer Struktur - stellte ein letztlich 2008 veröffentlichter Bericht vor. Als Vorbereitung dieses Berichtes und des Kongresses in Vilnius sowie der Charta diente ein Symposium vom 9./10. Februar 2006 in Krakau, Polen, welches das EC zusammen mit der AG Educational Guidance vorbereitete. Experten der Europäischen Kommission, vom Europäischen Zentrum für die Förderung der Berufsbildung und der European University Association sowie Vertreter der vier AGs bereicherten dort die Diskussion.
Die Ergebnisse des Kongresses in Vilnius und des Symposiums in Krakau mündeten wiederum in die Entwicklung der 2007 veröffentlichten „Charter on Guidance and Counselling within the European Higher Education Area“ – „Charte de Fedora sur l’orientation et le conseil dans l’Espace Européen de l’Enseignement Supérieur“.

## Zusammenarbeit mit anderen Organisationen
Ein Moment für die Wirksamkeit von Fedora im Kontext der europäischen Hochschulberatung war eine weitverzweigte wechselseitige Netzwerkbildung mit anderen Organisationen und Akteuren. Sie bildet sich u. a. in den Fedora Newslettern und in den Kongressberichten ab. Fedora engagierte sich, die verschiedenen Erweiterungsprozesse der EG/EU im Bereich der Hochschulberatung zu unterstützen.
Schon die Gründungsgeschichte von Fedora wäre ohne Einbindung in weitreichende Netzwerkbildung nicht möglich gewesen.
Es lassen sich – schematisierend – folgende Arten der Kooperationen von einzelnen oder Gruppen von Fedora Mitgliedern identifizieren:
- die Mitwirkung an nationalen Tagungen/Projekten im Bereich der Hochschulberatung bzw. spezieller fachlicher Kontexte,
- die spezielle Mitwirkung an europäischen oder internationalen Tagungen/Kongressen mit eigenen Veranstaltungen (z. B. Symposien),
- die Kooperation mit anderen gleichartigen europäischen und internationalen Organisationen mit inhaltlichen Schnittstellen
- die Zusammenarbeit mit großen institutionalisierten Verbänden bzw. politischen Organisationen.

Zur Erläuterung der Bandbreite und Bedeutung der Kooperationen seien einige im Folgenden benannt (chronologische Anordnung):
Neben den unmittelbaren Kooperationen im Gründungsprozess war die UNESCO–CEPES-IRTAC Konferenz in Bordeaux 1993 ein wichtiger Auftakt für die wechselseitige fachliche Befruchtung und das persönliche Kennenlernen und kooperative Vernetzen.
Ein frühes Beispiel der Veranstaltungen in Kooperation auf nationaler Ebene ist z. B. ein von der Organisation RUI zusammen mit der Region der Lombardei unter der Schirmherrschaft von Fedora für alle in der Orientierung innerhalb und außerhalb der Universität Tätigen durchgeführte Veranstaltung: EUROGIOVANI. Eine ähnliche Veranstaltung ausschließlich für Berater an Hochschulen wurde in Form eines zweitägigen Symposiums mit Unterstützung von Fedora in Griechenland durchgeführt.
In Zusammenarbeit mit der Universität Camerino führte Fedora eine Veranstaltung vom 15. bis zum 20. September 1992 zur Untersuchung der Möglichkeit der Fortbildung und der Einführung wechselseitiger Praktika zur Verbesserung der Europakompetenz des Beratungspersonals durch.
In ähnlicher Weise hatte die Fakultät für Psychologie und Erziehungswissenschaft u. a. mit dem Ziel der Verbesserungen der Beratungsdienste in Portugal in Kooperation mit Fedora vom 26. bis zum 29. September 1996 eine Konferenz zum internationalen Erfahrungsaustausch von Theorie und Praxiskonzepten durchgeführt.
Das Bundesministerium für Wissenschaft, Verkehr und Kunst in Wien veranstaltete vom 28. –29. September 1995 ein Symposium „Studentenberatung in Österreich“ zur Verbesserung der Kontakte und Kooperationen zwischen Mitarbeitern der unterschiedlichen Beratungseinrichtungen auf österreichischer und europäischer Ebene. Das Symposium wurde außer von der Kommission der EG, Generaldirektion XXII, von Fedora unterstützt.
Vom 5.8. September repräsentierte Joachim Klaus auf der AGCAS-Biennal Conference 1995 in Lancaster, United Kingdom, auf der Margaret Dane, die Direktorin des Career Advisory Service der Herriot-Watt-University in Edinburgh – „a well-known member of Fedora“–, zur Präsidentin von AGCAS gewählt wurde.
1997 trug Gerhart Rott auf dem “Studiedag” zu dem Thema “Psychische Zorgverbreding in Het Hoger Onderwijs – luxe of noodzaak?” am 24. September 1997 an der Katholieke Universiteit Leuven in seinem Vortrag „Student and Study Counselling: A European Panorama“ mit Bezug u. a. zu Fedora vor.
Der Präsident von Fedora, Joachim Klaus, folgte der Einladung an der Bologna Conference im Juni 1999 teilzunehmen. Diese Konferenz führte zur Bologna Declaration of 19 June 1999. Er nahm ebenfalls an dem „F 2000 – European Higher Education Experts Forum“ in Brüssel teil. Diese Teilnahmen hatten die Verbindungen auf den entsprechenden europäischen Plattformen zur Hochschulentwicklung verstärkt. Diese Erweiterung der Verbindungen zu den internationalen und europäischen Organisationen im Feld der Hochschulentwicklung war verknüpft mit einer Intensivierung schon frühzeitig vorhandener Kontakte innerhalb und außerhalb der UNESCO. Joachim Klaus arbeitete an dem Leitfaden “The role of Student Affairs and Services in Higher Education” mit. Er wurde als “Practical Manual for Developing, Implementing, and Assessing Student Affairs Programmes and Services” von Roger Ludeman, dem Vorsitzenden der International Association of Student Affairs and Services Professionals (IASAS), September 2000 in Zusammenarbeit mit der UNESCO herausgegeben. Dieser Leitfaden stand in enger Verbindung zu den Folgediskussionen der 1998 im Rahmen der UNESCO verabschiedeten World Declaration on Higher Education (WDHE). Fedora wurde zur 7. UNESCO-Collective Consultation als Beobachter eingeladen. Zu der Sommeruniversität in Paris sprach Herr Komlavi Seddoh, der Direktor der Higher Education Division der UNESCO, als einer der Key Speaker. 2003 wurden Margaret Dane und Gerhart Rott zu den 8th UNESCO-NGO Collective Consultation on Higher Education in Paris eingeladen und bekundeten dort die Absicht, als NGO in der UNESCO mitzuwirken. Neben der Möglichkeit, Fedora in diesem Kontext weiter vorzustellen, bildeten sich vielfältige Gelegenheiten zur weiteren Netzwerkbildung mit zahlreichen internationalen Organisationen. Gerhart Rott beteiligte sich an der Kommission II „The Contribution of Higher Education to Sustainable Development“ mit einem Beitrag zu dem Schwerpunkt der Studiengestaltung und der Hochschulberatung. 2004 wurde Fedora ebenfalls zu dem UNESCO Colloquium on Higher Education eingeladen. 2005 beteiligte sich Fedora an der 9th Collective Consultation UNESCO/NGO on Higher Education. Louis De Vos und Gerhart Rott besuchten den Workshop „Higher Education and Globalisation“. Karine Brutin beteiligte sich an der Arbeitsgruppe „Transborder Education – Education without Borders“. Auf dem 9. Colloquium wurde der Antrag des Fedora Präsidenten, Gerhart Rott, einstimmig angenommen, das Hochschulberatungspersonal gleichberechtigt an der Evolution der Hochschule mitwirken zu lassen. Gerhart Rott traf sich mehrmals mit Prof. George Haddad, dem „Director of the division of Higher Education“, um inhaltliche und strukturelle Probleme der Zusammenarbeit zu besprechen. Ebenfalls 2005 erhielt Fedora den Status einer „NGO in operational relations with UNESCO“. Der ersten Einladung von Fedora zu der UNESCO NGO Assembly folgte Ernst Frank, der damalige Koordinator von PSYCHE Gerhart Rott nahm die Einladung an, in dem UNESCO Forum on Higher Education, Research and Knowledge – Colloquium on Research and Higher Education Policy vom 29. November bis 1. Dezember 2006 mitzuwirken.
Mit der European University Association (EUA) stellte Fedora ebenfalls engere Arbeitsbeziehungen her: Mit den damaligen Deputy Secretary General Andrée Sursock und Senior Programme Manager David Crosier kamen Board Mitglieder mehrmals zusammen, um Fragen der Hochschulbildung und Beratung zu besprechen. 2005 wurde Gerhart Rott als Fedora Präsident zu der 3rd EUA Convention of European Higher Education Institutions Strong Universities for Europe (Glasgow, 31. März – 2. April 2005) eingeladen.
Ebenso aktualisierte Fedora die seit seiner Gründung bestehenden Verbindungen zur Europäischen Kommission, u. a. um die Beteiligung von Ján Figel’, Commissioner for Education, Training, Culture, and Multilingualism, an dem Fedora Kongress in Vilnius vorzubereiten.
Vom 4. bis 8. Oktober 2003 nahmen Margaret Dane und Gerhart Rott sowohl in ihrer Funktion als Präsidentin und Vizepräsident von Fedora als auch im Kontext ihrer jeweiligen nationalen Delegationen (UK und Deutschland) an der OECD Conference „Career Guidance and Public Policy: Bridging the Gap“ in Toronto teil. Eng verbunden damit waren die Einladungen von Gerhart Rott zu den beiden Symposien Third International Symposium on Career Development and Public Policy 21. – 24. April 2006 in Sydney, wo er Fedora repräsentierte und, im Kontext der Mitwirkung im ELGPN, zu dem 6. International Symposium on Career Development and Public Policy in Budapest. In Sydney 2006 hielt Gerhart Rott einen Beitrag zu “Fedora´s contribution to the European Higher Education Area”.
Auf Basis dieser internationalen Vernetzung wurde von Gordon Clark von der Europäischen Kommission während einer entsprechenden Konferenz in Jyväskylä angeregt, Fedora als eine relevante Fachgruppe für ein zu gründendes neues Netzwerk für eine lebensbegleitende Beratung vorzusehen. Im Auftrag von Fedora übernahm Gerhart Rott die Teilnahme an dem weiteren Gründungsprozess und später die Mitwirkung von Fedora in dem gegründeten Netzwerk von Mitgliedstaaten und ausgewählten relevanten Netzwerken, dem European Lifelong Guidance Policies Network (ELGPN). Gerhart Rott wirkte besonders in dem Bereich der bildungs- und berufsbiografischen Gestaltungskompetenz (Career Management Competence –CMS) im entsprechenden Work Package mit und unterstützte die Reflexionen zur Hochschulbildung und der Bedeutung der Hochschulberatung sowie der Art der Studiengestaltung im Kontext der lebensbegleitenden Beratung. Nach dem Zusammenschluss (Merger) mit der EAIE beauftragte diese Gerhart Rott, die Arbeit im Kontext des ELGPN in ihrem Auftrag fortzuführen.
Mitglieder vertraten Fedora am Anfang des neuen Jahrhunderts in vielen weiteren europäischen und nationalen Konferenzen. Zum anderen beteiligten sich Mitglieder aus den Arbeitsgruppen an entsprechenden nationalen und internationalen Fachkonferenzen, so z. B. die AG Fedora Disability, Special Needs an der „Sixth International Conference on Higher Education and Disability“ in Österreich im Juli 2007. Ebenso wirkten sie an weiteren wissenschaftlichen europäischen oder internationalen Konferenzen zur Hochschulbildung mit – so Gerhart Rott an der EERA (European Educational Research Association) in Hamburg 2003, der Konferenz „Orientamento scolastico e orientamento universitario“ des National Resource Centre for Vocational Guidance in der Fondazione IDIS - Città della Scienza in Neapel 2003 sowie der Konferenz „Higher Education and the Needs of the Labour Market in the European Union“, 9. März 2006 in Budapest. Des Weiteren hielt er den Vortrag „Taking Stock of Guidance and Counselling Facilities in European Higher Education“ auf der Tagung „Bologna Process Best Practices Conference“ der europäischen studentischen Vereinigung AEGEE in Niš, Serbien vom 8.11. Mai 2006. Zu der XI Annual Conference der EAC [zusätzlich Link zu entsprechenden Wikipedia Seiten] „Counselling in Europe Theory, Research, Practice“ wurde er eingeladen, um neben der Abhaltung eines Workshops eine Key Lecture zu geben mit dem Thema „The Interplay of the Inner and Outer World – Revisited in Educational Settings“. Daneben leistete er einen Beitrag auf der wissenschaftlichen Tagung „The Transformation of Higher Education: International Influences“.
Die mit Nachbarschaftsorganisationen vereinbarte bzw. erneuerte engere Kooperation, insbesondere mit der European Association for International Education (EAIA) und der International Association for Educational and Vocational Guidance (IAEVG), wurde durch wechselseitige Tagungsbesuche unterstrichen. Der Vizepräsident Per Andersen besuchte die Tagung der EAIE in Basel und der Präsident Gerhart Rott die Tagung der AIOSPIAVEG in Lissabon. Unter der Präsidentschaft von Hans-Werner Rückert wurde die Verbindung zur EUA reaktiviert.

## Der Zusammenschluss mit EAIE
Unter der Präsidentschaft von Christian Cormiers, Universität von Poitiers, fokussierten sich das Board und das EC auf die interne Kommunikation und die Bewältigung der Administration sowie die Vorbereitungen der Fedora Events. Ebenso beschloss das EC – besonders unter Berücksichtigung der neuen Beitrittsländer in Mittel- und Osteuropa, wo Englisch rasch eine wichtige Konferenzsprache wurde - die Zweisprachigkeit (Französisch/Englisch) von Fedora in Publikationen, Tagungen und auf der Website abzulegen. Auf der Grundlage der intensiven Diskussionen zu administrativen Herausforderungen wurde auf dem Fedora Kongress in Berlin 2009 beschlossen, einen Zusammenschluss mit der EAIE anzustreben. Unter der Präsidentschaft von Hans-Werner Rückert, Freie Universität Berlin, wurde dieser schrittweise umgesetzt. 2010 vereinigte sich Fedora als Special Interest Group mit der EAIE. Teilweise schlossen sich die Arbeitsgruppen mit thematisch ähnlichen Arbeitsgruppen zunächst als „Professional Sections“ oder „Special Interest Groups“, die sich später wieder zu „Expert Communities“ der EAIE umwandelten, zusammen. Die Fedora Career Guidance & Employment Group schloss sich der Professional Section Emploi, später verändert in Expert Community „Employability“, an, Fedora Disability, Special Needs zunächst der Special Interest Group „Access“ dann „Access and Diversity“ – 2020 schließlich umbenannt in Expert Community „Inclusion and Diversity“. Fedora Educational Guidance & Counselling wurde zunächst im Rahmen der Professional Group SAFSA und später in der Expert Community „Guidance and Counselling“ weitergeführt. Die Arbeitsgruppe PSYCHE wurde zunächst eigenständig als Professional Section fortgeführt. Später ging sie ebenfalls in der Expert Community „Guidance and Counselling“ auf.